# 中村昇 (実業家)
中村 昇（なかむら のぼる、1944年10月6日 - 2010年2月24日）は、日本の実業家。京セラ代表取締役会長や、日本ファインセラミックス協会会長を務めた。

## 人物・経歴
1966年大阪市立大学理学部卒業。1967年京都セラミツク入社。1991年京セラ取締役。1995年京セラ常務取締役。1997年京セラ代表取締役専務。1999年京セラ代表取締役副社長。2003年京セラ取締役。2006年京セラ代表取締役会長、京セラケミカル代表取締役会長、京セラソーラーコーポレーション代表取締役会長、京セラSLCテクノロジー代表取締役会長、京セラディスプレイ研究所代表取締役会長、京セラインターナショナル代表取締役会長就任、京都ファッションセンター代表取締役社長就任、日本メディカルマテリアル代表取締役会長。2008年京セラミタ代表取締役会長、日本ファインセラミックス協会会長。2010年肺炎のため死去。ホテル日航プリンセス京都でお別れの会が開かれ、川村誠京セラ代表取締役会長が委員長を務めた。